# ベタンソス
ベタンソス（Betanzos）は、スペイン・ガリシア州ア・コルーニャ県のムニシピオ（基礎自治体）。近隣の自治体と構成するベタンソス郡の中心自治体であり、ガリシア統計局によると、2012年の人口は13,565人（2009年：13,680人、2007年：13,328人、2006年：13,165人、2005年：13,059人、2004年：12,990人、2003年：12,822人）。住民呼称はbetanceiro/-ra、またはbrigantino/-na。ガリシア語話者の自治体人口に占める割合は、2001年時点において90.91％だった。

## 地理
ベタンソス付近の標高は200 mに満たない。ベタンソスの面積は24.19 km²で、ア・コルーニャ県にある自治体で4番目に小さい。自治体内にはマンデオ川、メンド川、メロ川の各河川が流れている。北は、リア・デ・ベタンソスに面し、ベルゴンドと、東はパデルネと、コイロスと、南はオサ＝セスーラスと、西はアベゴンドの各自治体と境界を成す。ベタンソス司法管轄区に属し、同管轄区における中心自治体である。なお、ア・コルーニャ県の県都であるア・コルーニャとの距離は約20 kmである。

### 交通
ベタンソスで鉄道路線が分岐しており、ベタンソスからはア・コルーニャ県の県都で大規模な港湾設備も擁するア・コルーニャに向かう路線と、ルーゴ県の県都ルーゴを経由して内陸部のレオンやバレンシア方面へと通ずる路線と、ガリシア州の北海岸を通ってアストゥリアス州のプラビアを経由してアストゥリアス州都のオビエドや港町のヒホンに向かう路線が敷設されている。
この他、ベタンソスにはスペインの首都であるマドリードを起点とする高速道路のN-6号線も通っている。

### 人口
| ベタンソスの人口推移 1900－2010                         |
|                                                         |
| 出典:INE（スペイン国立統計局）1900年 - 1991年、1996年 - |

## 経済
ベタンソスの経済活動は基本的にサービス業に依拠している。また、ベタンソスはこの地域の行政の中心で、同名のコマルカを対象とする司法管轄区の中心でもあり、商業分野、金融、文化事業、観光産業などもある。
産業活動面では、ベタンソスは、その戦略的位置によって、この地域の多くの運輸業者や食品関係業者の物流拠点となっている。

## 歴史
ベタンソスについての記録として最古のものは、ローマ帝国時代のプトレマイオスの著書『地理学』（Geographia）にFlavium Brigantiumの名称で記されている。現在のサン・マルティーニョ・デ・ティオブレ教区に、この時代の人口の中心地があった。

## 政治
自治体首長はガリシア社会党（PSdeG-PSOE）のホセ・ラモン・ガルシーア・バスケス（José Ramón García Vázquez）が、自治体評議員はガリシア国民党：8、ガリシア社会党：6、ガリシア民族主義ブロック（BNG）：2、CxB：1となっている（2011年5月22日の自治体選挙結果、得票順）。
| 1999年6月13日自治体選挙 |        |        |          |
| 政党                    | 得票数 | 得票率 | 獲得議席 |
| PSdeG-PSOE              | 4,355  | 54.63% | 10       |
| PPdeG                   | 2,607  | 32.70% | 5        |
| BNG                     | 884    | 11.09% | 2        |

| 2003年5月25日自治体選挙 |        |        |          |
| 政党                    | 得票数 | 得票率 | 獲得議席 |
| PSdeG-PSOE              | 3,354  | 40.63% | 7        |
| PPdeG                   | 3,310  | 40.10% | 7        |
| BNG                     | 1,382  | 16.74% | 3        |

| 2007年5月27日自治体選挙 |        |        |          |
| 政党                    | 得票数 | 得票率 | 獲得議席 |
| PSdeG-PSOE              | 2,803  | 34.15% | 6        |
| PPdeG                   | 2,687  | 32.73% | 6        |
| CxB                     | 1,486  | 18.10% | 3        |
| BNG                     | 1,085  | 13.22% | 2        |

| 2011年5月22日自治体選挙 |        |        |          |
| 政党                    | 得票数 | 得票率 | 獲得議席 |
| PPdeG                   | 3,132  | 40.91% | 8        |
| PSdeG-PSOE              | 2,513  | 32.83% | 6        |
| BNG                     | 1,043  | 13.63% | 2        |
| CxB                     | 539    | 7.04%  | 1        |
| CG                      | 210    | 2.74%  | 0        |

## 教区
ベタンソスは7つの教区に分けられる。
- ベタンソス
- ブラビーオ（サン・マルティーニョ）
- ピアデーラ（サント・エステーボ）
- ポンテージャス（サンタ・マリーア）
- レキアン（サンティアーゴ）
- サン・ペドロ・ダス・ビーニャス（サン・ペドロ）
- ティオブレ（サン・マルティーニョ）

## 姉妹都市
- ポン＝ラベ、フランス
- コッレパッソ、イタリア

## 出身著名人
- フランシスコ・ブージョ・サンチェス - サッカー選手